# The Greater Love (film, 1913)

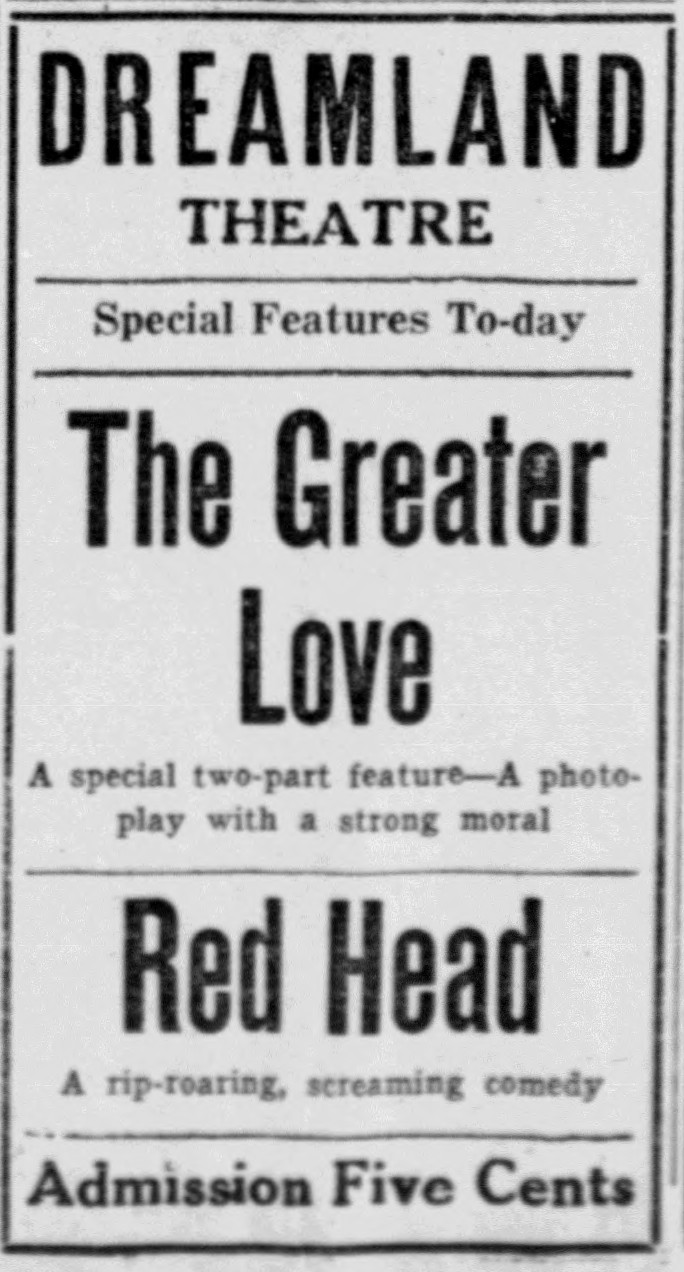
Publicité pour le film The Greater Love (1913)

The Greater Love est un film muet américain réalisé par Allan Dwan et sorti en 1913.

## Synopsis
Ed Evans quitte sa fiancée Betty pour rejoindre l'Ouest. Il y fait la connaissance d'une jeune mexicaine, Conchita, qui devient amoureuse de lui. Mais l'amant de cette dernière, Jose, dans une crise de jalousie, provoque un éboulement de pierres. Evans en réchappe mais a une jambe brisée. L'ayant appris, Betty accourt en toute hâte au chevet du blessé. Conchita comprend vite la situation, mais Jose est décidé à faire disparaître son rival...

## Fiche technique
- Titre : The Greater Love
- Réalisation : Allan Dwan
- Genre : Film dramatique
- Production : American Film Manufacturing Company
- Distribution : Mutual Film
- Date de sortie : 
  - États-Unis : 3 mars 1913

## Distribution
- Edward Coxen : Ed Evans
- Lillian Christy : Conchita
- George Field : Jose
- Charlotte Burton : Betty